# Libnotes (Afrolimonia) discobolodes
Libnotes (Afrolimonia) discobolodes is een tweevleugelige uit de familie steltmuggen (Limoniidae). De soort komt voor in het Afrotropisch gebied.